# Gia Phong
	Gia Phong		là một xã thuộc tỉnh Ninh Bình, Việt Nam.

## Địa lý
Trụ sở xã nằm cách phường Hoa Lư - trung tâm tỉnh lỵ Ninh Bình 21 km về phía Tây Bắc, có vị trí địa lý:
- Phía đông giáp xã Đại Hoàng.
- Phía tây giáp xã Thanh Sơn.
- Phía đông nam giáp phường Tây Hoa Lư.
- Phía bắc giáp xã Gia Tường và xã Gia Viễn.

Xã Gia Phong	có diện tích:	18,53	km², 	dân số:	13.034	người, mật độ dân số: 	703	người/km². 	
Đây là đơn vị có diện tích xếp thứ:	117	, số dân xếp thứ: 	127	và mật độ dân số xếp thứ: 	115	trong số 129 xã, phường ở Ninh Bình. 
Xã này nằm trên Quốc lộ 21C, 45, và cũng là nơi có sông Hoàng Long chảy qua. 

## Lịch sử
Theo Nghị quyết số 1674/NQ-UBTVQH15 ngày 16/6/2025 về sắp xếp các đơn vị hành chính cấp xã của tỉnh Ninh Bình năm 2025, Theo đó, sắp xếp toàn bộ diện tích tự nhiên, quy mô dân số của các xã Gia Lạc, Gia Minh và Gia Phong thành xã mới có tên gọi là xã Gia Phong.	

## Văn hóa

### Đặc sản
- Khoai Hoàng Long: giống khoai lang ngon nổi tiếng nhưng hiện giờ không được trồng
- Mắm tép
- Đặc biệt là món canh Lóng (loóng chuối) món ăn đặc trưng nhất trong tất cả các dịp ma chay cưới hỏi...

### Di tích
Tính đến năm 2014, xã Gia Phong:
- Có 2 di tích lịch sử cấp quốc gia là:
  - Chùa Lỗi Sơn (Am Trạch Tự)
  - Nhà thờ Đinh Huy Đạo.
- Có 3 di tích lịch sử cấp tỉnh:
  - Đền Vò - núi Con Mèo
  - Đình Danh Động
  - Chùa Chính Dương (Chính Dương Tự).
- Danh hiệu: Anh hùng lực lượng vũ trang nhân dân [2]

## Danh nhân
Theo cuốn " Gia phả Họ Đinh" - Thế kỷ thứ 15: Đinh Thổng (mất ngày 14 tháng giêng) và Phạm Chòm, Đại tướng quân của Lê Lợi. Khi giặc Minh xâm chiếm nước ta, hai ông dấy binh tụ nghĩa chống giặc.Khi Lê Lợi khởi nghĩa, hai Ông đem hàng trăm quân tụ nghĩa.tại Lam Sơn. Hai Cụ cầm hai đạo quân, chiến đấu tung hoàng khắp vùng, góp phần công tích cho chiến thắng Quân Minh, Là hai trong số 108 Đại tướng quân được phong sau chiến thắng. Sau chiến thắng Quân Minh, Cụ Phạm được phong Hùng binh Đại tướng quân Mưu trí thao lược Chiến tặc Đại tháng. Cụ Đinh Thổng được phong Dũng binh Đại tướng quân, trí mưu thao lược, Chiến tặc Đại thắng.. Được Lê Lợi cho về quê Gia Viễn Ninh Bình, nơi Các Cụ Tổ bị đẩy khỏi quê hương sau khi Lý Công Uẩn lên ngôi. Hai Cụ chọn nơi trũng nhất, tâm điểm của vũng lũ lụt, nơi đầy lau sậy, một mùa cạn một mùa nước, khai hoang và lập ấp. Dần đông con cháu và các họ về theo. Năm Hồng Đức lập Chòm Thượng và Chòm Hạ, đặt tên là Doanh Động.. Ngôi đình Chòm Thượng được xây dựng cách đây 700 năm cùng cây Đa cổ thụ (bão làm đổ mất một cây). Các gò đống, các vùng đầm trũng được khai khẩn. Từ một Chòm có hai gia đình, dần các họ đua nhau cùng về khai khẩn đất hoang, đồng trũng, lập 2 chòm; tiếp tới phát triển thêm thôn Giang Đông - Tiếp Long. Các cụ mở chợ Chòm để giao thương hàng trên sông cái; xây thêm chùa và đình Chòm Hạ. Lập miếu thờ các vị có công với làng (Xem www.hodinhvietnam.com/Diễn đàn/họ Đinh Miền Bắc/Họ Đinh Làng Chòm /).
Thế kỷ 18: Đinh Huy Đạo: tên thật là Đinh Huy Hoản sinh ngày 23 tháng 12 năm Đinh Tỵ (1737) ở làng Ngọc Thượng, nay là xóm 4 Ngọc Động, ông là một nho sĩ yêu nước thời Tây Sơn. Công lao của ông đối với cuộc chiến chống quân Thanh là rất lớn và được chính Quang Trung, Cảnh Thịnh ...ghi nhận. Ông còn để lại cho đời nhiều bài văn, tác phẩm văn học có giá trị. Đinh Huy Đaọ từng được phong "Bí thư thự điển trực học sĩ viễn mưu hầu" và "Quốc tử trợ giáo" chuyên dạy bảo các hoàng tử Quang Toản, Quang Thùy ... song đó chỉ là những công việc thường nhật, còn chủ yếu là Quang Trung đưa ông về gần mình để hỏi ý kiến, soạn thảo các chỉ dụ ... của triều đình. Ông được giao cho soạn ra tập sách về các chuẩn mực đạo đức, phong hóa, tiết lễ.Vua Quang Trung cũng đã từng tặng ông một viên ngọc quý, hiện nay còn lưu giữ tại bảo tàng tỉnh NInh Bình. Tháng 4 năm Kỷ Mùi (1799), Đinh Huy Đạo qua đời, thái tử Quang Toản sau là vua Cảnh Thịnh cùng em là Quang Thùy và nhiều quan lại khác đã về tận nhà tế lễ...
Cuối thế kỷ 19: Giặc Pháp xâm chiếm Việt Nam chiếm đánh Bắc kỳ và Ninh Bình. - Theo Phả Họ Đinh Chi Thứ, Cụ Đinh Thức Hiệt một Nhà nho yêu nước đã dấy binh chống Pháp. Dấy binh hưởng ứng Cần Vương lần thứ nhất: "Năm Tự Đức 26 (Quý Dậu 1873) giặc Pháp xâm chiếm mấy tỉnh Bắc Kỳ, hào kiệt các nơi nổi dậy. Ông từ trường thi Thanh Hoá trở về. Trong làng thì lãnh đạo con em và ngoài Huyện liên kết thân hào, tập hợp nghĩa quân, sẵn sàng bảo vệ quê hương. Triều đình giảng hoà, Ông kêu gọi nghĩa sỹ tạm thời trở về an cư lạc nghiệp." Dấy binh hưởng ứng cần Vương lần thứ hai: "Năm Nhâm Ngọ Tự Đức 35 (1882), thuyền giặc xuôi ngược đông đúc trên các sông Đáy, Hoàng Long, chúng có ý dòm ngó. Ngoài thì Ông liên hiệp với Nam Kiệt (các hào kiệt Tỉnh Nam Định), trong thì liên kết với thổ hào, tổ chức lực lượng và chuẩn bị lương thảo ứng nghĩa. Vì lúc này giặc định phá bỏ hiệp ước. Ông cùng Tú tài An Hoà Nam Định là Phạm Công Quý v.v... thổ hào Bình Lương, ông Quách lãnh binh An trí Nho Quan, bàn mưu nổi dậy. Tháng 3 giặc phá hiệp ước, đem quân chiếm phía đông. Chiếu Cần Vương ban về Ninh Bình, Ông dẫn con em trong làng và cùng thân hào huyện nhà xây đồn Tri Phong, chở đá ngăn sông, dựa vào núi phòng ngự. Khi viện binh Bắc triều đến cửa ải, Chủ tướng ủy viên đến Nho Quan hiểu dụ thân hào trong huyện. Chỉ có Ông và ông Lâm giải Nguyên dám ký vào giấy ứng nghĩa."
Theo Phả Chi thứ Họ Đinh Thức Hiệt: Cụ Tổng sư Đinh Bá Kỷ, một nhà nho yêu nước, nhân sỹ cách mạng. Là một nhà, truyền bá Quốc ngữ tham gia phong trào Duy tân, Đã đi dạy học khắp Tỉnh Ninh Bình, một trong những người được học và truyền bá Quốc ngữ từ sau 1910 tại Ninh Bình.; Là nhà cách mạng, năm 1926-1927 khi đi học lớp Bổ túc Tổng sư tại Hà Nội, đã tham gia phong trào đòi thả Cụ Phan Bội Châu, Tham gia Việt Nam Thanh niên Cách mạng Đồng chí Hội Tại Hà Nội và được phép mang cuốn "Đường Kách Mệnh" của Nguyễn Ái Quốc về truyền bá tại quê nhà. Các nhà cách mạng tiền bối Gia Viễn và Nho Quan đã cùng đến nhà trao đổi và học tập cuốn sách.
Các cán bộ Tiền khởi nghĩa và hoạt động trước CM tháng Tám:
- Mai Văn Tiệm - cán bộ tiền khởi nghĩa, nguyên phó chủ tịch tỉnh Ninh Bình
- Trần Tiến Bộ, người cắm cờ đỏ sao vàng trên núi Lê- Sau cách mạng tháng 8 năm 1945:
- Đinh Gia Sỉnh: Nguyên Chủ tịch Huyện Gia Viễn;
- Đinh Trọng Nữu, Đại tá, Tỉnh đội trưởng Tỉnh đội Bình Thuận 1945 Chỉ huy lực lượng Võ trang Bình Thuận khởi nghĩa; Cục trưởng Cục Quân Nhu, TCHC người anh nuôi lớn của Quân đội NDVN, Phụ trách Quân nhu tiền phương các chiến dịch chống Pháp và chống Mỹ.,
- Đinh Toàn Thắng, Bí thư huyện và chủ tịch Huyện (Gia Viễn, Nho Quan, Yên Khánh; Chính trị viên Huyện đội đầu tiên (1945). Người chỉ huy lực lượng võ trang Gia viễn xây dựng khẩu hiệu "Việt Nam Độc Lập" trên đồi Bích Sơn;
- Đinh Ngọc Điện, Chỉ huy Du kích xã Gia phong, sau lên Huyện Gia Viễn, trước khi về nghỉ là Chủ nhiệm Hậu cần quân khu
- Đinh Thúc Lữu, Kỹ sư canh nông đầu tiên của Đông Dương và Ninh Bình (1944); Giám đốc Quốc gia Doanh Điền (1945-1955); người đã mạnh dạn chia đất của Đồn điền Chu văn Luận (Đồi Sinh Dược) cho các Hộ dân thuộc Gia phong và vùng bên để tăng gia cứu đói những năm sau 1950-1957. Khi về hưu: Quyền Vụ trưởng Vụ Kế hoạch Bộ Nông nghiệp và phát triển nông thôn;
- Những người con ưu tú hiện nay:
- Trần Công Kích Nguyên Trưởng đoàn đại biểu quốc hội tỉnh Ninh Bình; Phó chủ tịch Hội đồng nhân dân tỉnh Ninh Bình.
- Trần Song Tùng sinh năm 1973, Ủy viên ban thường vụ tỉnh uỷ, Phó chủ tịch Uỷ ban nhân dân tỉnh Ninh Bình.
- Thiếu tướng Lê Quang Đạo - Tư lệnh Cảnh sát biển Việt Nam
- Thiếu tướng Đinh Huy Hiệu - Cục trưởng cục Tổ chức Cán bộ - Bộ công an
- Mai Khanh sinh năm 1973, Uỷ viên ban thường vụ tỉnh ủy, Bí thư huyện ủy Kim Sơn
- Đinh Đức Hữu, Phó giám đốc sở xây dựng tỉnh Ninh Bình
- Đinh Hồng Khanh, Giám đốc sở xây dựng tỉnh Ninh Bình
- Đại tá Lê Thành An, Chỉ huy trưởng Bộ đội biên phòng tỉnh Ninh Bình
- Đại tá Trần Vinh, Phó chủ nhiệm chính trị Binh đoàn 12 - Tổng công ty xây dựng Trường Sơn, Bộ Quốc Phòng
- Đinh Văn Giao, nguyên Bí thư huyện uỷ Gia Viễn, Nguyên Phó trưởng ban tổ chức tỉnh uỷ Ninh Bình.

## Đảo cò Gia Lạc
Đảo cò Gia Lạc nằm giữa bãi sông Hoàng Long, thuộc xã Gia Phong cách Hoa Lư 20 km. Nơi đây có hàng nghìn con cò trắng từ khắp nơi về sinh sống, kiếm ăn và sinh sản.
Chiều đến, hàng nghìn con chim đủ các loại đi kiếm ăn từ khắp nơi đổ về bãi cây ven sông Hoàng Long ở Ninh Bình trú ngụ. Hơn chục năm qua, mỗi ngày đàn chim đổ về đây sinh sống đông hơn, biến khu đất hoang thành vườn chim "khổng lồ" bên bãi sông. Vào tháng 3, tháng 4 hàng năm là mùa chim cò đẻ trứng. Tổ chim phủ kín trên các cành cây. Vì được bảo vệ nên các tổ chim cứ vậy sinh sôi nảy nở ngày một nhiều hơn. Cứ hết thế hệ chim con này ra đời, đến thế hệ nối tiếp sinh sản làm cho đàn chim ở vườn cây ngày một phong phú và đa dạng hơn.
Số lượng chim ở vườn cây bên bãi sông Hoàng Long này được ví như những vườn chim nổi tiếng ở Ninh Bình như: vườn chim Thung Nham (Nam Hoa Lư), đầm Vân Long (xã Gia Vân), Đầm Cút (xã Gia Hưng).